# El Pitahayo, Guerrero
El Pitahayo är en ort i Mexiko.   Den ligger i kommunen Cuajinicuilapa och delstaten Guerrero, i den sydöstra delen av landet, 300 km söder om huvudstaden Mexico City. El Pitahayo ligger 22 meter över havet och antalet invånare är 1 617.
Terrängen runt El Pitahayo är platt. Runt El Pitahayo är det glesbefolkat, med 8 invånare per kvadratkilometer. Närmaste större samhälle är Cuajinicuilapa de Santa Maria, 13,8 km sydost om El Pitahayo. Omgivningarna runt El Pitahayo är en mosaik av jordbruksmark och naturlig växtlighet.